# National Basketball Association
National Basketball Association (skrót ang. NBA) – amerykańsko-kanadyjska liga koszykarska, o charakterze profesjonalnym. Tworzy ją 30 zespołów, w tym: 29 ze Stanów Zjednoczonych i jeden z Kanady. Liga jest aktywnym członkiem USA Basketball, oddziału Fédération Internationale de Basketball na terytorium Stanów Zjednoczonych. Jej komisarzem od 1 lutego 2014 roku jest Adam Silver. NBA jest jedną z pięciu największych północnoamerykańskich zawodowych lig sportowych (oprócz niej NFL, NHL, MLS i MLB). Gracze NBA są najlepiej opłacanymi sportowcami świata (w średniej rocznych zarobków).
Liga została założona w Nowym Jorku 6 czerwca 1946 jako Basketball Association of America, a nazwę National Basketball Association przybrała jesienią 1949, po połączeniu z rywalizującą National Basketball League. Siedziba władz ligi, skąd dokonuje się wszystkich ruchów związanych z działalnością NBA, znajduje się na Piątej Alei 645 w Nowym Jorku. NBA Entertainment i studia NBA TV mieszczą się w pobliskim Secaucus w stanie New Jersey.

## Historia

### Powstanie i fuzja
Basketball Association of America została utworzona w 1946 roku, przez właścicieli największych aren hokejowych w północno-wschodnich i środkowo-zachodnich Stanach Zjednoczonych i Kanadzie. 1 listopada 1946, w Toronto w Kanadzie, Toronto Huskies podejmowali New York Knickerbockers w Maple Leaf Gardens, w meczu, który uważany jest za pierwszy w historii NBA. Chociaż istniały wtedy już American Basketball League i NBL, BAA było pierwszą profesjonalną ligą koszykarską, która zamierzała rozgrywać swoje mecze przede wszystkim w dużych miastach. Podczas pierwszych lat istnienia poziom gry w BAA nie odróżniał się od tego prezentowanego w konkurencyjnych ligach, czy niezależnych zespołach, jak Harlem Globetrotters. Na przykład finalista ABL z 1948 roku Baltimore Bullets przenieśli się do BAA i w tym samym roku zdobyli mistrzostwo w tejże lidze, a mistrzowie NBL z 1948 roku – Minneapolis Lakers zdobyli mistrzostwo BAA w 1949 roku.

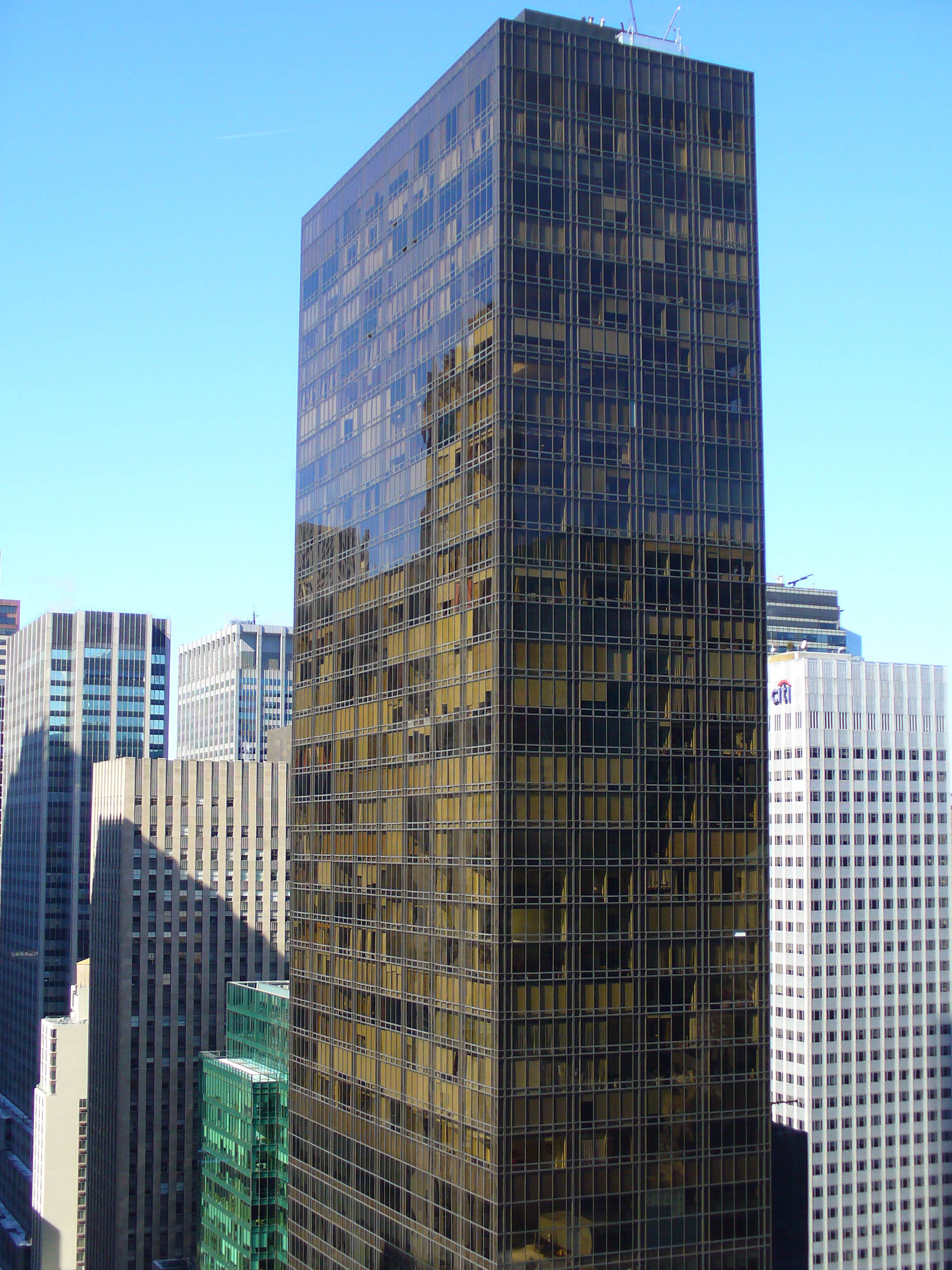
Siedziba National Basketball Association na Piątej Alei 645 w Nowym Jorku.

W dniu 3 sierpnia 1949 roku, władze BAA przystały na fuzję z NBL, tworząc nową ligę o nazwie National Basketball Association. Nowa liga posiadała 17 zespołów, zlokalizowanych w mieszance małych i dużych miast, i rozgrywających swoje mecze w dużych arenach, jak i miejskich gimnazjach. W 1950, NBA zmniejszała się do liczby jedenastu zespołów, a proces ten trwał do sezonu 1953–54, gdy liga przybrała najmniejszy rozmiar w historii, wynoszący dziewięć drużyn. Wszystkie z nich mieściły się w dużych miastach (New York Knicks, Boston Celtics, Golden State Warriors (San Francisco), Los Angeles Lakers, Sacramento Royals/Kings, Detroit Pistons, Atlanta Hawks, oraz Philadelphia Nationals/76ers). Proces zmniejszania ligi polegał na odbieraniu koncesji małym miastom i przenoszeniu ich do dużych. Hawks przeniesieni zostali do Atlanty z „Tri-Cities” (obszar znany Quad Cities), w 1951 roku do Milwaukee, a cztery lata później do Saint Louis w stanie Missouri; Royals z Rochester, przez Nowy Jork do Cincinnati (w 1957); i Pistons z Fort Wayne, przez Indianę do Detroit (w 1957).
Amerykanin japońskiego pochodzenia, Wataru Misaka, podczas gry w New York Knicks w sezonie 1947/48, „złamał” barierę etniczną w NBA. Ten rok przyniósł także dołączenie pierwszych afroamerykańskich graczy przez kilka zespołów, Chucka Coopera przez Celtics, Nathaniela „Sweetwatera” Cliftona przez Knicks, i Earla Lloyda przez Washington Capitols. Podczas tego okresu, prowadzeni przez centra George’a Mikana Minneapolis Lakers, wygrali pięć mistrzostw NBA, zyskując pozycję pierwszej dynastii ligi. Aby zachęcić zespoły do rzucania, i zniechęcić do długiego rozgrywania akcji, władze ligi wprowadziły w 1954 roku, zegar ograniczający budowanie akcji do 24 sekund. Jeśli drużyna w tym czasie nie trafiła rzutu lub piłka nie dotknęła kosza, zegar zostawał restartowany, a piłka przekazywana drużynie przeciwnej.

## Rozgrywki
Drużyny podzielone są na dwie Konferencje: Wschodnią i Zachodnią. Konferencje podzielone są z kolei na trzy dywizje.
Rozgrywki składają się z sezonu regularnego (zwanego też zasadniczym) i rozgrywek play-off (przegrywający odpada).
W sezonie regularnym drużyny z tej samej dywizji rozgrywają ze sobą po 4 mecze (16 gier), po 3 lub 4 z drużynami innych dywizji tej samej konferencji (w sumie 52 mecze w obrębie konferencji), zaś pozostałe 30 meczów z drużynami drugiej konferencji. W ten sposób każda drużyna gra z każdą w zasadniczej części sezonu, „u siebie” i „na wyjeździe”. Minusem jest to, że z oddalonymi drużynami z drugiej konferencji rozgrywa się co roku prawie dwa razy więcej meczów niż z ekipami z własnej dywizji, co wywołuje zmęczenie podróżami (30 wobec 16 meczów).
W rozgrywkach play-off najpierw wyłaniani są mistrzowie poszczególnych konferencji. W pojedynkach ośmiu najlepszych zespołów z danej konferencji kolejność ustalana jest na podstawie ilości wygranych i przegranych meczów w sezonie, zrezygnowano z rozstawienia zwycięzców poszczególnych dywizji od sezonu 2015/2016. Przepis zmieniono, by do fazy play-off kwalifikowały się faktycznie najlepsze zespoły, a nie te, które miały słabych rywali w swojej dywizji. Z tego samego powodu rozważa się rezygnację z konferencji i awans do playoffów 16 drużyn z najlepszym bilansem (przepis jest na etapie dyskusji). Po zakończeniu sezonu zasadniczego zespoły z miejsc 1-6 automatycznie awansują do play-off. Zespoły z miejsc 7-10 rozgrywają turniej play-in (1 mecz bez rewanżu, gospodarzem meczu jest zespół z wyższego miejsca). W turnieju play-in 7 zespół gra z 8, a 9 z 10. Wygrany w parze 7 z 8 awansuje do play-off na pozycję 7. Przegrany gra ze zwycięzcą pary 9 z 10. Z tego pojedynku zwycięzca awansuje do play-off na pozycję 8. Turniej play-in wprowadzono pod koniec sezonu 2019/2020 celem uatrakcyjnienia rozgrywek, ponieważ w grze o play-off są również zespoły z miejsc 9-10. Rozgrywki play-off przebiegają według scenariusza: w I rundzie play-off pierwszy zespół gra z ósmym, drugi z siódmym, trzeci z szóstym, czwarty z piątym. W II rundzie play-off zwycięzca pojedynku pierwszy z ósmym gra ze zwycięzcą pojedynku czwarty z piątym, i dalej zwycięzca pojedynku drugi z siódmym, gra ze zwycięzcą pojedynku trzeci z szóstym. Taki rozstaw jest spowodowany tym, aby już w II rundzie play-off nie trafiły na siebie drużyny najsilniejsze po fazie zasadniczej oraz aby lider konferencji miał w play-off teoretycznie łatwiej. Zwycięzcy tych meczów spotykają się ze sobą w finale konferencji. Zwycięzcy finałów konferencji spotykają się ze sobą w finale ligi. Zespoły rozstawione wyżej grają więcej meczów u siebie, w systemie 2 mecze dom, 2- wyjazd, 1-dom, 1-wyjazd, 1-dom. W pojedynkach rozgrywek play-off gra się do czterech zwycięstw (tzw. best of seven). Ten system 2-2-1-1-1 obowiązuje również w finale NBA (przywrócony od sezonu 2013/14, wcześniej w finałach NBA grano w systemie 2-3-2).

## Drużyny

### Aktualnie występujące w lidze
| Dywizja               | Drużyna                | Miasto, stan                  | Barwy                                     | Hala                       | Data założenia |
| --------------------- | ---------------------- | ----------------------------- | ----------------------------------------- | -------------------------- | -------------- |
| Konferencja Wschodnia |                        |                               |                                           |                            |                |
| Atlantycka            | Boston Celtics         | Boston, Massachusetts         | zielone, białe                            | TD Garden                  | 1946           |
| Atlantycka            | Brooklyn Nets          | Brooklyn, Nowy Jork           | czarne, białe                             | Barclays Center            | 1967*          |
| Atlantycka            | New York Knicks        | Manhattan, Nowy Jork          | pomarańczowe, niebieskie, białe           | Madison Square Garden      | 1946           |
| Atlantycka            | Philadelphia 76ers     | Filadelfia, Pensylwania       | czerwone, białe, niebieskie               | Wells Fargo Center         | 1939*          |
| Atlantycka            | Toronto Raptors        | Toronto, Ontario              | czerwone, czarne, białe                   | Scotiabank Arena           | 1995           |
| Centralna             | Chicago Bulls          | Chicago, Illinois             | czerwone, czarne, białe                   | United Center              | 1966           |
| Centralna             | Cleveland Cavaliers    | Cleveland, Ohio               | czerwone, białe, złote                    | Rocket Mortgage FieldHouse | 1970           |
| Centralna             | Detroit Pistons        | Detroit, Michigan             | czerwone, białe, niebieskie               | Little Caesars Arena       | 1941*          |
| Centralna             | Indiana Pacers         | Indianapolis, Indiana         | jasnoniebieskie, żółte, szare             | Bankers Life Fieldhouse    | 1967           |
| Centralna             | Milwaukee Bucks        | Milwaukee, Wisconsin          | zielone, czerwone, srebrne                | Fiserv Forum               | 1968           |
| Południowo-wschodnia  | Atlanta Hawks          | Atlanta, Georgia              | czerwone, czarne, żółte                   | State Farm Arena           | 1946*          |
| Południowo-wschodnia  | Charlotte Hornets      | Charlotte, Karolina Północna  | pomarańczowe, niebieskie, czarne, srebrne | Spectrum Center            | 1988           |
| Południowo-wschodnia  | Miami Heat             | Miami, Floryda                | czarne, czerwone, białe                   | American Airlines Arena    | 1988           |
| Południowo-wschodnia  | Orlando Magic          | Orlando, Floryda              | niebieskie, czarne, srebrne               | Amway Center               | 1989           |
| Południowo-wschodnia  | Washington Wizards     | Waszyngton, Dystrykt Kolumbii | niebieskie, czerwone, srebrne             | Capital One Arena          | 1961*          |
| Konferencja Zachodnia |                        |                               |                                           |                            |                |
| Północno-zachodnia    | Denver Nuggets         | Denver, Kolorado              | niebieskie, białe, złote                  | Ball Arena                 | 1967           |
| Północno-zachodnia    | Minnesota Timberwolves | Minneapolis, Minnesota        | niebieskie, czarne, srebrne, zielone      | Target Center              | 1989           |
| Północno-zachodnia    | Oklahoma City Thunder  | Oklahoma City, Oklahoma       | niebieskie, czerwone, pomarańczowe        | Chesapeake Energy Arena    | 2008           |
| Północno-zachodnia    | Portland Trail Blazers | Portland, Oregon              | czarne, czerwone, srebrne                 | Moda Center                | 1970           |
| Północno-zachodnia    | Utah Jazz              | Salt Lake City, Utah          | niebieskie, srebrne                       | Vivint Smart Home Arena    | 1974*          |
| Pacyfiku              | Golden State Warriors  | San Francisco, Kalifornia     | jasnoniebieskie, pomarańczowe, złote      | Chase Center               | 1946*          |
| Pacyfiku              | Los Angeles Clippers   | Los Angeles, Kalifornia       | czerwone, niebieskie                      | Intuit Dome                | 1970*          |
| Pacyfiku              | Los Angeles Lakers     | Los Angeles, Kalifornia       | fioletowe, żółte, granatowe, białe        | Crypto.com Arena           | 1946*          |
| Pacyfiku              | Phoenix Suns           | Phoenix, Arizona              | fioletowe, pomarańczowe, szare            | Footprint Center           | 1968           |
| Pacyfiku              | Sacramento Kings       | Sacramento, Kalifornia        | fioletowe, czarne, srebrne                | Golden 1 Center            | 1945*          |
| Południowo-zachodnia  | Dallas Mavericks       | Dallas, Teksas                | niebieskie, srebrne, zielone              | American Airlines Center   | 1980           |
| Południowo-zachodnia  | Houston Rockets        | Houston, Teksas               | czerwone, białe, srebrne                  | Toyota Center              | 1967*          |
| Południowo-zachodnia  | Memphis Grizzlies      | Memphis, Tennessee            | niebieskie, złote                         | FedExForum                 | 1995*          |
| Południowo-zachodnia  | New Orleans Pelicans   | Nowy Orlean, Luizjana         | czerwone, złote, granatowe                | Smoothie King Center       | 2003           |
| Południowo-zachodnia  | San Antonio Spurs      | San Antonio, Teksas           | czarne, srebrne                           | AT&T Center                | 1967*          |

### Nieistniejące obecnie zespoły
- Anderson Packers (1949–1950)
- Baltimore Bullets (1947–1955)
- Chicago Stags (1946–1950)
- Cleveland Rebels (1946–1947)
- Detroit Falcons (1946–1947)
- Indianapolis Jets (1948–1949)
- Indianapolis Olympians (1949–1953)
- Pittsburgh Ironmen (1946–1947)
- Providence Steamrollers (1946–1949)
- Sheboygan Redskins (1949–1950)
- St. Louis Bombers (1946–1950)
- Toronto Huskies (1946–1947)
- Washington Capitols (1946–1951)
- Waterloo Hawks (1949–1950)
- Seattle SuperSonics (1967–2008)

## Prezydenci i komisarze NBA
- Maurice Podoloff, prezydent 1946–1963
- Walter Kennedy, prezydent 1963–1967; komisarz 1967–1975
- Larry O’Brien, komisarz 1975–1984
- David Stern, komisarz 1984–2014
- Adam Silver, komisarz 2014–

## Klasyfikacja medalowa
| Drużyna                | Mistrzostwa | Wicemistrzostwa | Lata zwycięstw                                                                                             |
| ---------------------- | ----------- | --------------- | --- |
| Boston Celtics         | 18          | 5               | 1957, 1959, 1960, 1961, 1962, 1963, 1964, 1965, 1966, 1968, 1969, 1974, 1976, 1981, 1984, 1986, 2008, 2024 |
| Los Angeles Lakers     | 17          | 15              | 19491, 19501, 19521, 19531, 19541, 1972, 1980, 1982, 1985, 1987, 1988, 2000, 2001, 2002, 2009, 2010, 2020  |
| Golden State Warriors  | 7           | 5               | 1947², 1956², 1975, 2015, 2017, 2018, 2022                                                                 |
| Chicago Bulls          | 6           | 0               | 1991, 1992, 1993, 1996, 1997, 1998                                                                         |
| San Antonio Spurs      | 5           | 1               | 1999, 2003, 2005, 2007, 2014                                                                               |
| Philadelphia 76ers     | 3           | 6               | 1955³, 1967, 1983                                                                                          |
| Detroit Pistons        | 3           | 4               | 1989, 1990, 2004                                                                                           |
| Miami Heat             | 3           | 4               | 2006, 2012, 2013                                                                                           |
| New York Knicks        | 2           | 6               | 1970, 1973                                                                                                 |
| Oklahoma City Thunder  | 2           | 3               | 19798, 2025                                                                                                |
| Houston Rockets        | 2           | 2               | 1994, 1995                                                                                                 |
| Milwaukee Bucks        | 2           | 1               | 1971, 2021                                                                                                 |
| Cleveland Cavaliers    | 1           | 4               | 2016 |
| Atlanta Hawks          | 1           | 3               | 19584 |
| Baltimore Bullets      | 1           | 3               | 19487 |
| Portland Trail Blazers | 1           | 2               | 1977 |
| Dallas Mavericks       | 1           | 2               | 2011 |
| Sacramento Kings       | 1           | 0               | 19515 |
| Toronto Raptors        | 1           | 0               | 2019 |
| Denver Nuggets         | 1           | 0               | 2023 |
| Washington Wizards     | 1           | 0               | 19786 |
| Phoenix Suns           | 0           | 3               | |
| Brooklyn Nets          | 0           | 2               | |
| Orlando Magic          | 0           | 2               | |
| Utah Jazz              | 0           | 2               | |
| Indiana Pacers         | 0           | 2               | |
| Chicago Stags          | 0           | 1               | |
| Washington Capitols    | 0           | 1               | |

1 jako Minneapolis Lakers

2 jako Philadelphia Warriors

3 jako Syracuse Nationals

4 jako St. Louis Hawks

5 jako Rochester Royals

6 jako Washington Bullets

Logo Finałów NBA.

7 drużyna obecnie nieistniejąca (występowała w NBA w latach 1947–1955, nie mają powiązania z późniejszymi Baltimore Bullets – obecnie Washington Wizards)

8 jako Seattle SuperSonics

## Zawodnicy według liczby zdobytych mistrzostw
| Mj. | Zawodnik            | Mistrzostwa | Lata zwycięstw                    | Mistrzowskie kluby                                     |
| --- | ------------------- | ----------- | --------------------------------- | ------------------------------------------------------ |
| 1   | Bill Russell        | 11          | 1957, 1959–1966, 1968–1969        | Boston Celtics                                         |
| 2   | Sam Jones           | 10          | 1959-1966, 1968-1969              | Boston Celtics                                         |
| 3   | Tom Heinsohn        | 8           | 1957, 1959-1965                   | Boston Celtics                                         |
| 3   | K.C. Jones          | 8           | 1959-1966                         | Boston Celtics                                         |
| 3   | Satch Sanders       | 8           | 1961-1966, 1968-1969              | Boston Celtics                                         |
| 3   | John Havlicek       | 8           | 1963–1966, 1968–1969, 1974, 1976  | Boston Celtics                                         |
| 7   | Jim Loscutoff       | 7           | 1957, 1959-1964                   | Boston Celtics                                         |
| 7   | Frank Ramsey        | 7           | 1957, 1959–1964                   | Boston Celtics                                         |
| 7   | Robert Horry        | 7           | 1994, 1995, 2000–2002, 2005, 2007 | Houston Rockets, Los Angeles Lakers, San Antonio Spurs |
| 10  | Bob Cousy           | 6           | 1957, 1959-1963                   | Boston Celtics                                         |
| 10  | Kareem Abdul-Jabbar | 6           | 1971, 1980, 1982, 1985, 1987–1988 | Milwaukee Bucks, Los Angeles Lakers                    |
| 10  | Michael Jordan      | 6           | 1991–1993, 1996–1998              | Chicago Bulls                                          |
| 10  | Scottie Pippen      | 6           | 1991–1993, 1996–1998              | Chicago Bulls                                          |
| 14  | George Mikan        | 5           | 1949, 1950, 1952, 1953, 1954      | Minneapolis Lakers                                     |
| 14  | Jim Pollard         | 5           | 1949, 1950, 1952, 1953, 1954      | Minneapolis Lakers                                     |
| 14  | Slater Martin       | 5           | 1950, 1952, 1953, 1954, 1958      | Minneapolis Lakers, St. Louis Hawks                    |
| 14  | Larry Siegfried     | 5           | 1964, 1965, 1966, 1968, 1969      | Boston Celtics                                         |
| 14  | Don Nelson          | 5           | 1966, 1968, 1969, 1974, 1976      | Boston Celtics                                         |
| 14  | Michael Cooper      | 5           | 1980, 1982, 1985, 1987, 1988      | Los Angeles Lakers                                     |
| 14  | Magic Johnson       | 5           | 1980, 1982, 1985, 1987, 1988      | Los Angeles Lakers                                     |
| 14  | Dennis Rodman       | 5           | 1989, 1990, 1996, 1997, 1998      | Detroit Pistons, Chicago Bulls                         |
| 14  | Ron Harper          | 5           | 1996, 1997, 1998, 2000, 2001      | Chicago Bulls, Los Angeles Lakers                      |
| 14  | Steve Kerr          | 5           | 1996, 1997, 1998, 1999, 2003      | Chicago Bulls, San Antonio Spurs                       |
| 14  | Kobe Bryant         | 5           | 2000, 2001, 2002, 2009, 2010      | Los Angeles Lakers                                     |
| 14  | Derek Fisher        | 5           | 2000, 2001, 2002, 2009, 2010      | Los Angeles Lakers                                     |
| 14  | Tim Duncan          | 5           | 1999, 2003, 2005, 2007, 2014      | San Antonio Spurs                                      |

## Polacy
Od sezonu 2007-2008 do sezonu 2018-2019 w NBA występował Marcin Gortat, który podpisał dwuletni kontrakt z Orlando Magic na sumę 1,1 mln USD. Gortat wybrany został w drafcie 2005 z 57. numerem przez Phoenix Suns i natychmiast przekazany do Orlando. W składzie Magic pojawił się dopiero w 2007 roku, a pierwszy mecz rozegrał 1 marca 2008. Wiosną rozegrał osiem meczów w fazie play-off. W grudniu 2008 roku, jako pierwszy z Polaków, wyszedł na boisko w pierwszej piątce swego zespołu. Marcin Gortat nie był podstawowym zawodnikiem swojej drużyny, najczęściej wchodził na boisko jako zmiennik Dwighta Howarda. Przeciętnie zaliczał ok. 12 minut meczu, zdobywając ok. 3 punktów, 4 zbiórek i 1 blok. Jest pierwszym Polakiem, który grał w finałach NBA, w 2009 roku. 18 grudnia 2010 Marcin Gortat uczestniczył w wymianie między Orlando Magic a Phoenix Suns. Do klubu ze stolicy stanu Arizona razem z Marcinem Gortatem przeszli Vince Carter i Mickaël Piétrus, natomiast w odwrotną stronę powędrowali Jason Richardson, Hidayet Türkoğlu oraz Earl Clark. Po zmianie drużyny Marcin Gortat coraz więcej czasu spędzał na parkiecie, czasami wychodząc w pierwszej piątce. 30 stycznia w meczu z New Orleans Hornets pobił swój rekord występów w NBA, zdobywając 25 punktów, będąc zarazem rezerwowym w tym meczu. W 2013 roku Gortat zmienił klub z Phoenix Suns na Washington Wizards. W 2014 roku klub podpisał z nim kontrakt na 5 kolejnych lat. Latem 2018 został zawodnikiem Los Angeles Clippers. Polak został oddany w wymianie przez Washington Wizards, w których spędził pięć ostatnich sezonów, w zamian za Austina Riversa.
Przed Marcinem Gortatem w NBA grało dwóch Polaków:
- Cezary Trybański – w 2002 roku podpisał kontrakt na 4,8 mln USD z Memphis Grizzlies – w latach 2002–2004 rozegrał 22 mecze w barwach Memphis Grizzlies, Phoenix Suns, New York Knicks, przejściowo także w składach Chicago Bulls i Toronto Raptors. Zdobył łącznie 15 punktów i zaliczył 15 zbiórek.
- Maciej Lampe – wybrany w 2003 roku w 2. rundzie draftu z nr 30. przez New York Knicks – w latach 2003–2006 występował w klubach Phoenix Suns, New Orleans Hornets i Houston Rockets. Rozegrał w lidze łącznie 65 meczów, zdobywając 215 punktów i zaliczając 142 zbiórki.

We wrześniu 2007 roku wstępny kontrakt z Indiana Pacers podpisał też Łukasz Obrzut, za sezon miał otrzymać stawkę minimalną 450 tys. dolarów. W październiku zwolniono go jednak. Jako 35. w drafcie NBA w 2003 roku Milwaukee Bucks wybrało Szymona Szewczyka, jednak nie zagrał w najlepszej lidze świata. Ponadto w NBA grał Rubén Wolkowyski posiadający także polskie obywatelstwo, jednak grający dla reprezentacji Argentyny. Jeff Nordgaard grał w NBA, ale polskie obywatelstwo otrzymał później.
23 czerwca 2022 w drafcie z 9. numerem przez San Antonio Spurs został wybrany 19-letni skrzydłowy Jeremy Sochan.